# Cuzăplac, Sălaj
Cuzăplac este satul de reședință al comunei cu același nume din județul Sălaj, Transilvania, România.

## Istoric
Localitatea a fost menționată documentar, prima oară, în anul 1219. 

## Note

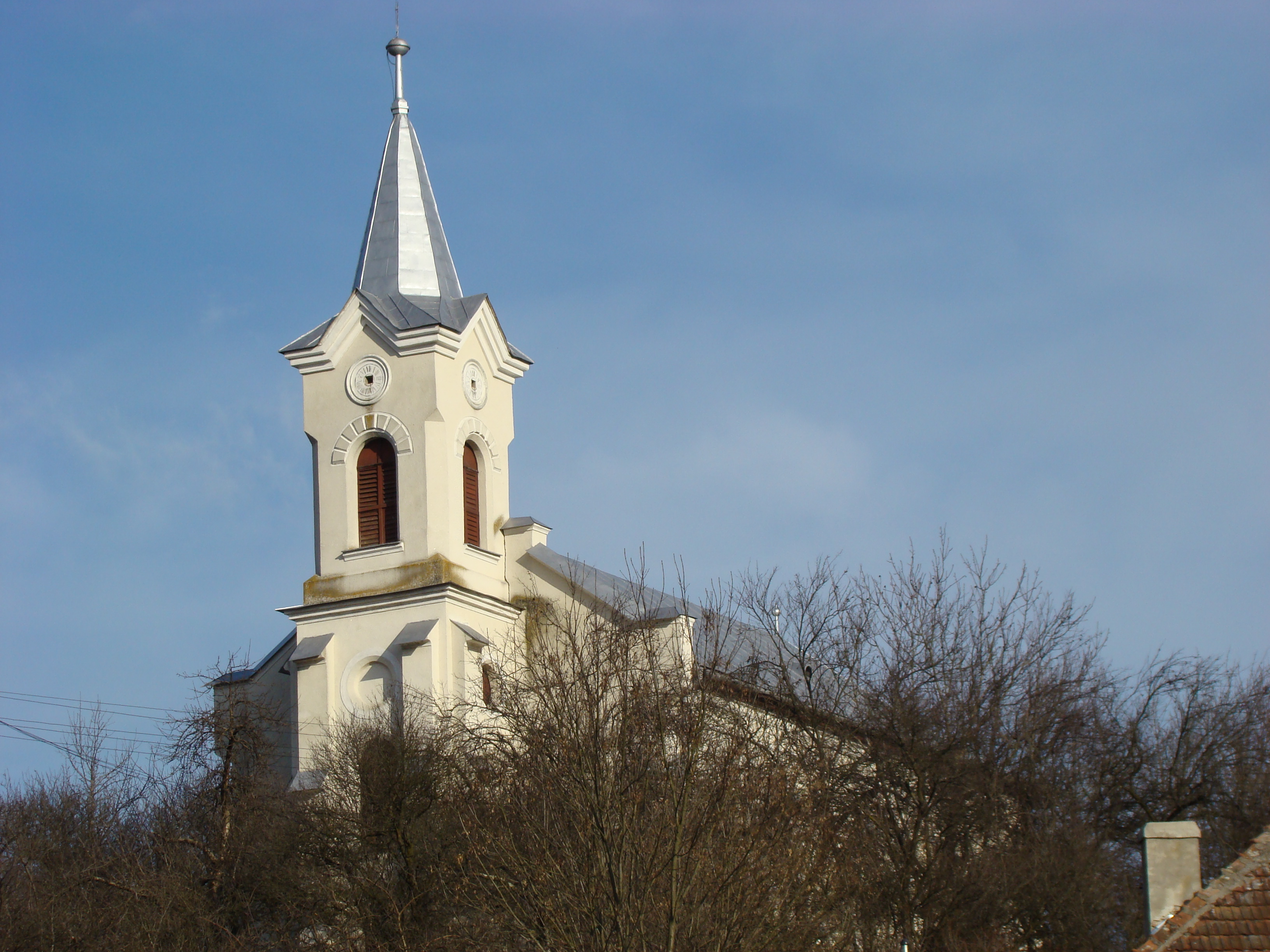
Biserica reformată din Cuzăplac, construită în 1906